# Altsteigerskopf
Der Altsteigerskopf, auch Alter Steigerskopf, ist mit einer Höhe von 1092,5 m ü. NHN die zweithöchste Erhebung des Nordschwarzwalds.

## Lage
Der Altsteigerskopf gehört zum Nordschwarzwälder Hauptkamm mit der Hornisgrinde (1164 m ü. NHN) als höchstem Berg. Daran schließt sich, getrennt durch die ehemalige Passhöhe Seibelseckle, nach Süden hin die Berggruppe um den Altsteigerskopf an, zunächst mit dem Schwarzenkopf (1073 m ü. NHN), dann mit dem Gaiskopf (1086,1 m ü. NHN), dem Altsteigerskopf selbst und schließlich dem Seekopf (1054,9 m ü. NHN) nahe dem Ruhestein-Pass. Beide Passhöhen verbindet die Schwarzwaldhochstraße, die westlich am Bergkamm vorbeiführt. Dessen Westabfall und der westlich angelagerte Hauptgipfel gehören zur Gemeinde Seebach (Ortenaukreis), die Ostseite gehört zu Baiersbronn (Landkreis Freudenstadt). Der Altsteigerskopf liegt zwischen der Ortslage Seebach im obersten, steil nach Westen abfallenden Achertal und dem ostwärts gerichteten, einsamen Schönmünztal, das in die Murg mündet. Er liegt innerhalb des Nationalparks Schwarzwald. 

## Landschaftliche Charakteristik

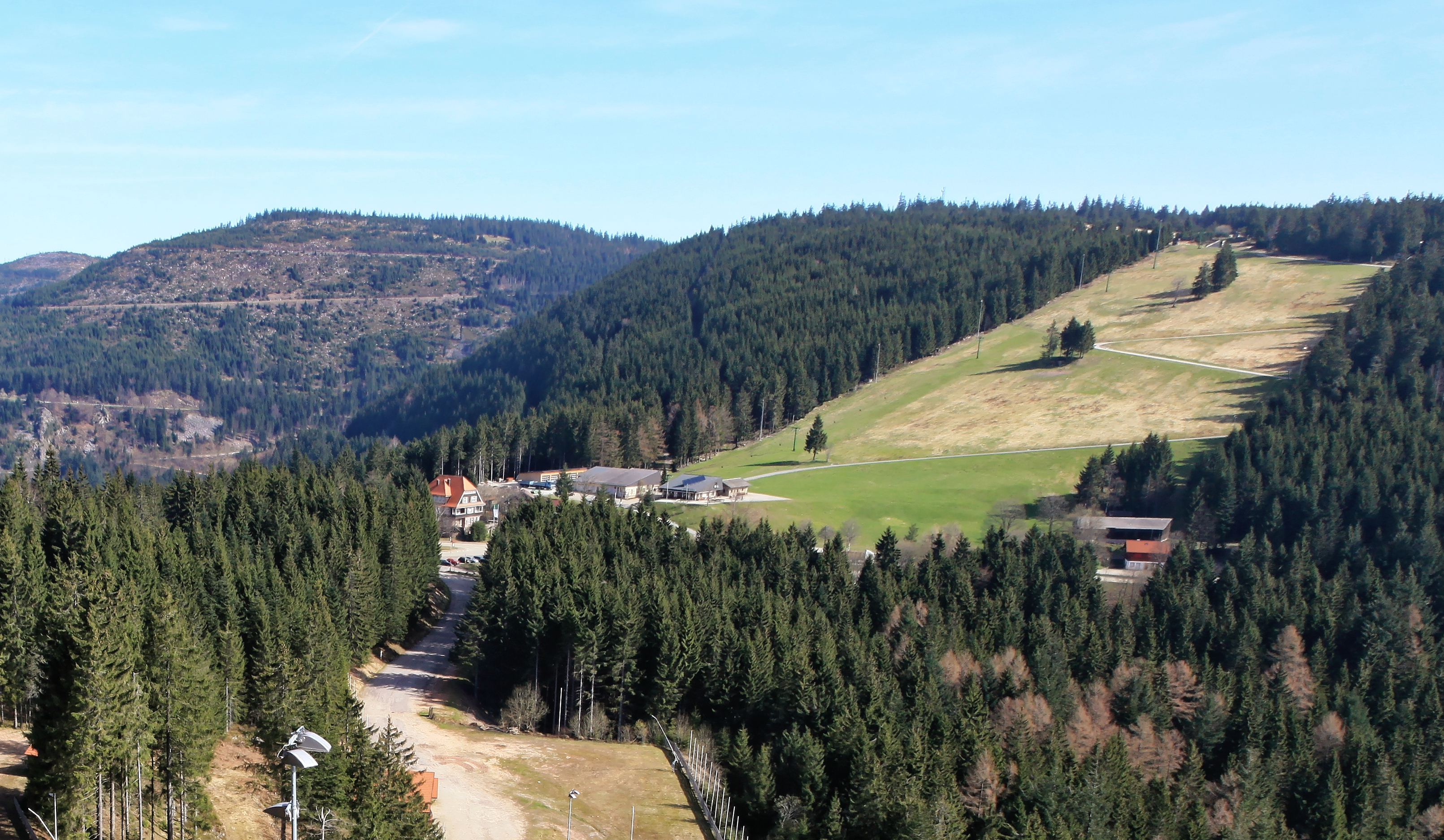
Blick vom Vogelskopf über den Ruhestein-Pass zum Skihang am Seekopf und, links, den Altsteigerskopf

Der Altsteigerskopf ist ein typisches Beispiel für den Grindenschwarzwald, dessen Grundgebirgs-Sockel aus Graniten besteht (hier Seebach-Granit), und über dem ein sogenanntes Deckgebirge liegt aus fast horizontalen Schichten des Buntsandsteins. Sie sind teilweise wasserstauend und verwittern zu eher sauren Böden, so dass sich hier, verstärkt durch jahrhundertelang betriebene extensive Beweidung, Heiden und Hochmoore bilden konnten, hier Grinden genannt. Am Nordwesthang des Altsteigerskopfs hat die Untergrenze der ebenen Deckschichten ihre höchste Lage im Nordschwarzwald, was zugleich den Punkt stärkster tektonischer Heraushebung des Nordschwarzwalds bedeutet.
Die Nordostseite des Altsteigerskopfs ist durch eine Reihe kaltzeitlicher Kare gekennzeichnet, von denen mehrere Kilometer lange Gletscher in die Täler von Schönmünz und Langenbach abflossen.

## Vegetation
Im Gipfelbereich verdrängen Legföhrenbestände die offenen Feuchtheiden und werden ihrerseits wieder von Fichten überwachsen, weshalb die Grinden zur Erhaltung der alten Kulturlandschaft durch Schafbeweidung oder Entkusselungen offen gehalten werden. Die Heiden sind immer wieder durchsetzt mit schlenkenartigen Tümpeln und Binsenrasen. Im zentralen Bereich um die Darmstädter Hütte befinden sich zwei verheidete Hochmoore. Dieses zusammen 46 ha umfassende Moor Altsteigerskopf ist mit 46 Hektar das größte der Grindenkämme und wird im Nordschwarzwald nur noch von den Mooren um Wild- und Hohlohsee im Natur- und Waldschutzgebiet Kaltenbronn übertroffen.
Die Bergflanken sind überwiegend von Fichtenforsten geprägt. Bei den Osthängen liegt dies auch daran, dass fast das gesamte obere Schönmünztal im Jahre 1800 von einem Waldbrand erfasst worden war. Die Forstflächen sind großflächig durch Windwurf aufgelichtet. Durch die natürliche Sukzession entwickelt sich ein Waldbestand mit laubholzreicherer Zusammensetzung. Am teilweise steilen Westhang befinden sich einzelne Blockhalden.

## Erschließung und Tourismus
Der Westweg des Schwarzwaldvereins passiert den Altsteigerskopf auf breitem Forstweg westlich unterhalb der Grinden. Die einstigen Grenzpfade über die Hochheiden sind kaum noch erhalten und gelten nicht mehr als Wanderweg, so dass im Nationalpark die Grinden großenteils Sperrgebiet sind. Im Bereich des Altsteigerskopfes ist der Abschnitt von der Darmstädter Hütte bis zum Seekopf zugänglich. Über den Westweg erreicht man den Berg auch von den Wandererparkplätzen am Ruhestein und am Seibelseckle. Eine Loipe umrundet, ausgehend vom Seibelseckle, den Altsteigerskopf. Die Liftanlage bei der Darmstädter Hütte ist nicht mehr in Betrieb. Am Westhang befindet sich ein vom Forstamt Oberkirch angelegtes Denkmal für die Zerstörungen des Orkans Lothar im Jahr 1999.

## Naturschutz
Der Altsteigerskopf gehört zum 2014 eingerichteten Nationalpark Schwarzwald. Davor war der Gipfelbereich ab 1939 vom Naturschutzgebiet Wilder See-Hornisgrinde auf Baiersbronner Seite umgeben, das sich auf einer Fläche von 766 Hektar über die Hochlagen östlich des Gebirgskammes zwischen Hornisgrinde und Ruhestein erstreckte und weitgehend im Nationalpark aufgegangen ist.
Der Altsteigerskopf ist außerdem Teil des FFH-Gebiets Wilder See-Hornisgrinde und Oberes Murgtal. Auch das Vogelschutzgebiet Nordschwarzwald schließt den Altsteigerskopf ein.